# François Henri Nazon
Pour les articles homonymes, voir Nazon.
François Henri Nazon, né le 23 décembre 1821 à Réalmont et mort le 12 mai 1902 à Montauban, est un peintre français.

## Biographie
François Henri Nazon est le fils de Jacques-Théodore Nazon, pasteur à Mazamet, et de Marie-Philippine-Zélie Cormouls. Il est élève de Charles Gleyre et de Paul Delaroche à l'École des beaux-arts de Paris.
Peintre de genre et paysagiste, Nazon expose ses œuvres au Salon à partir de 1848 jusqu'en 1879. Il y envoie surtout des paysages de sa région natale. Il obtient des médailles aux Salons de 1864 et 1866. Ses œuvres y reçoivent un accueil critique favorable ; au Salon de 1863, Paul Mautz écrit qu'il a « toujours étudié de près la nature et sa physionomie changeante »[réf. nécessaire]. En 1868, Chesnau note qu'on le compare à Corot et qu'il jouit d'une « vogue un peu rapide, peut-être, mais justifiée en somme par la qualité de la lumière qu'il répand dans ses tableaux », puis note « [qu']il a eu du talent, puis de l'habileté »[réf. nécessaire].
En 1866, Émile Zola rapporte l'anecdote suivante concernant l'attribution d'une médaille au Salon et le vote favorable de Camille Corot : « C'était l'année dernière, on distribuait des médailles. Certains jurés s'extasiaient devant un paysage de M. Nazon, et se démenaient pour arracher sa voix à Corot. À la fin, celui-ci fatigué : “Je suis bon garçon, dit-il, donne-lui une médaille, mais j'avoue que je ne comprends rien à ce tableau” ».
Il quitte Paris en 1870 pour se fixer à Montauban.
Ses peintures cessent d'être appréciées après 1877 à la suite de nouvelles tendances dans l'art du paysage. Nazon n'expose alors plus et abandonne ses pinceaux.

## Œuvres exposées au Salon
- 1848 : Paysage ; Le Printemps ; L'Automne.
- 1850 : Une briqueterie (Tarn-et-Garonne) ; Crépuscule ; Une ferme (Aveyron) ; Un aqueduc (Aveyron) ; Un ravin (Aveyron) ; Une étude (Fontainebleau).
- 1852 : Maisons ; Une briqueterie.
- 1853 : Une lande ; Effet de soleil pendant la pluie ; Champ de blé au printemps.
- 1855 : L'Été de la Saint-Martin, paysage.
- 1857 : Le Soir, paysage ; Souvenir de Fontainebleau, paysage.
- 1859 : Le Printemps.
- 1861 : Deux Paysages.
- 1863 : Le Jusant, baie de Cancale ; Bords de l'Aveyron ; Soir d'automne ; Gorges de Larzac ; Soleil d'hiver.
- 1864 : Les Bords du Tarn, soleil levant ; Novembre.
- 1865 : La Montagne des grottes à Bruniquel (Tarn-et-Garonne) ; Deux Moulins sur le Tarn.
- 1866 : Vignes et ormeaux ; Le Crépuscule.
- 1867 : La Plage de Saint-Meloir-des-Ondes ; Une vague.
- 1868 : Paysage.
- 1869 : Intérieur de forêt ; Lisière de bois.
- 1870 : Forêt en automne.
- 1872 : Souvenir de l'Aveyron ; Plage au crépuscule.
- 1873 : Route en forêt.
- 1874 : Bords de la Seine à Héricy (Seine-et-Marne) ; Les Bords de l'Aveyron, dessin.
- 1875 : Le Rocher de Caylus (Aveyron).
- 1877 : Lisière de bois en automne dans le Rouergue.
- 1878 : Matinée d'automne.
- 1879 : Les Bords de la Sorgue (Aveyron).